# Sara Sorribes
Sara Sorribes Tormo (Vall de Uxó, Castellón, 8 de octubre de 1996) es una tenista española.
En febrero de 2022 alcanzó su mejor ranking individual de WTA, el cual fue el número 32 del mundo. En mayo de 2024 alcanzó el puesto número 17 del mundo en el ranking de dobles, su mejor ranking hasta la fecha.
Sorribes ha ganado 5 títulos WTA en la categoría de dobles, además de 8 títulos individuales y cinco títulos de dobles en el circuito ITF en su carrera.
En WTA 1000 de Pekín en su partido de primera ronda enfrento a Gao Xinyu este partido duró 4 horas y 15 minutos, convirtiéndose en el cuarto partido más largo del WTA Tour en la Era Abierta.

## Carrera profesional
Sara debutó en un cuadro principal de un torneo WTA, en el 2015, en el torneo de Río de Janeiro, tras superar la fase previa. 
En abril de 2018, Sara ganó su primer torneo WTA en la modalidad de dobles junto a Naomi Broady en el torneo de Monterrey, México. 
En mayo de 2019, ganaría su segundo título WTA, también en la modalidad de dobles, esta vez junto a la también española, María José Martínez, en el torneo de Rabat (Marruecos). Terminaría el año con un nuevo título en la modalidad de dobles, su primer título de las WTA 125ks Series, en Limoges, junto a Georgina García Pérez.

### 2024
Sara empieza la temporada representado a España en la United Cup, al ser la española con mejor ranking. Forma equipo con Alejandro Davidovich, Marina Bassols, Roberto Carballés, Rosa Vicens Mas y David Vega Hernández. 
Disputa el Torneo de Hobart perdiendo en primera ronda contra polaca Magdalena Fręch. 
En el Abierto de Australia pierde en primera ronda contra la rusa Kornéyeva. En dobles forma pareja con la checa Bouzková perdiendo también en primera ronda contra la pareja formada por la rusa Panova y la española Bucsa. 
En el cuadro individual del Abierto de Abu Dabi, Sara gana la primera ronda de los clasificatorios frente Alhogbani y pierde la segunda ronda frente a la estadounidense Pera. Finalmente entra en el cuadro final y disputa el primer partido con victoria frente a la checa Noskova. Se retira antes de jugar su siguiente partido frente a la también checa Krejcikova. En el cuadro de dobles forma pareja con la checa Bouzková y ganan el partido de octavos de final frente a la pareja formada por la rusa Zvonareva y la húngara Babos. Se retiran antes de disputar el partido contra las estadounidenses Kenin y Mattek-Sands.
En el Torneo de Indian Wells pierde en primera ronda del cuadro de individuales frente a la checa Bouzková, quien es además su pareja de dobles, donde ganan el primer partido frente a las rusas Jromachova y Aleksandrova y pierden en octavos de final frente a la australiana Sanders y a la checa Siniakova. En el Masters de Miami pierde en primera ronda frente a la holandesa Rus. 
En el cuadro individual del Torneo de Bogotá gana su primer partido contra la rusa Timofeeva y pierde en octavos de final frente a la italiana Errani. En dobles, nuevamente haciendo pareja con Bouzková, ganan en octavos de final a las canadienses Marino y Zhao, y en cuartos de final a las colombianas María Paulina Pérez y Emiliana Arango. Pierden la semifinal contra la rusa Panova y la española Bucsa.
En el Abierto de Madrid gana sus tres primeros partidos individuales frente a la estadounidense Pera, la ucraniana Svitolina y la bielorrusa Azarenka. Pierde en octavos de final contra la polaca Swiatek. En el cuadro de dobles se convierte en campeona junto a la también española Cristina Bucsa ganándole en la final a la pareja de la checa Krejcikova y la alemana Siegemund.
En el Masters de Roma gana las dos primeras ronda a la argentina Podoroska y a la rusa Pavlyuchenkova. Pierde en tercera ronda frente a la letona Ostapenko. 
En el Torneo de Marruecos gana los dos primeros partidos individuales a la británica Dart y a la argentina Podoroska y pierde en cuartos de final frente a la egipcia Sherif. 
En Roland Garros, pierde en primera ronda contra la canadiense Andreescu. En dobles, junto a Bouzková, ganan la primera ronda a la argentina Carle y a la francesa Parry, y pierden en segunda ronda frente a la ucraniana Kostyuk y la rumana Elena-Gabriela Ruse. 
En el Torneo de Birmingham pierde su primer partido individual frente a la canadiense Fernandez. Llega a semifinales de dobles junto a Bouzková, donde pierden contra la japonesa Kato y la china Zhang. 
En el Abierto de Bad Homburg, pierde su primer partido tanto individual contra la rusa Samsonova, como de dobles, junto a la japonesa Hozumi. 
Pierde su primer partido de Wimbledon contra la italiana Paolini. En dobles pierde en segunda ronda junto a Bouzková, contra las francesas Mladenovic y Garcia. 
Participa en los Juegos Olímpicos de Paris donde gana la medalla de bronce de dobles junto a Cristina Bucsa ganando a las checas Karolina Muchova y Linda Noskova y compartiendo podio con las rusas Andreeva y Shnaider, que fueron plata, y las italianas Paolini y Errani, que fueron oro.
En el Torneo de Budapest gana su primer partido frente a Topalova y pierde en octavos de final frente a Schmiedlova. En el Torneo de Cleveland pierde en octavos de final contra la estadounidense Peyton Stearns. 
En el Abierto de Estados Unidos, pierde en segunda ronda contra la brasileña Haddad Maia. En dobles, junto a su pareja habitual, Bouzková, pierden en octavos de final contra la pareja formada por la australiana Perez y la estadounidense Melichar. En el Torneo de Monastir pierde en cuartos de final su partido frente a la eslovaca Rebecca Šramková. 
En el Abierto de China pierde su segundo partido en el cuadro principal contra la estadounidense Madison Keys (6-2, 6-1). En el Abierto 125 de Hong Kong pierde el primer partido contra Hailey Baptiste (5-7, 1-6).  
Es semifinalista del Abierto de Tampico. Gana su primer partido frente a la local Ana Sofía Sánchez (0-6, 1-6), en cuartos de final a Polina Kudermetova (3-6, 4-6) y en octavos de final a Tatjana Maria (6-7, 2-6). Pierde en la semifinal contra la canadiense Marina Stakusic (7-6, 7-6).  
En el Abierto de Mérida en cuarta finalista perdiendo contra Alina Kornéyeva (3-6, 1-6). Finaliza aquí la temporada oficial de Sara quedando clasificada en el ranking WTA como la número 106 en individuales y la número 46 en dobles.  
Es convocada por Anabel Medina para disputar las finales de la Copa Billie Jean King celebradas en Málaga. Forma parte del equipo español junto a Paula Badosa, Jessica Bouzas, Nuria Párrizas y Marina Bassols.

## Juegos Olímpicos

### Dobles

#### Medalla de bronce
| Año  | Torneo     | Pareja         | Oponentes en la final          | Resultado |
| 2024 | París 2024 | Cristina Bucșa | Karolína Muchová Linda Nosková | 6-2, 6-2  |

## Títulos WTA (6; 2+4)

### Individual (2)
| Leyenda                                |
| Grand Slam (0)                         |
| Juegos Olímpicos (0)                   |
| WTA Finals (0)                         |
| WTA Tournament of Champions (0)        |
| P. Mandatory & Premier 5, WTA 1000 (0) |
| Premier, WTA 500 (0)                   |
| International, WTA 250 (2)             |

| N.º | Fecha                | Torneo      | Superficie | Oponente en la final  | Resultado     |
| --- | -------------------- | ----------- | ---------- | --------------------- | ------------- |
| 1.  | 13 de marzo de 2021  | Guadalajara | Dura       | Eugénie Bouchard      | 6-2, 7-5      |
| 2.  | 26 de agosto de 2023 | Cleveland   | Dura       | Ekaterina Alexandrova | 3-6, 6-4, 6-4 |

### Dobles (6)
| Leyenda                                |
| Grand Slam (0)                         |
| Juegos Olímpicos (0)                   |
| WTA Finals (0)                         |
| WTA Tournament of Champions (0)        |
| P. Mandatory & Premier 5, WTA 1000 (2) |
| Premier, WTA 500 (0)                   |
| International, WTA 250 (4)             |

| N.º | Fecha                | Torneo    | Superficie    | Pareja              | Oponentes en la final                     | Resultado        |
| --- | -------------------- | --------- | ------------- | ------------------- | ----------------------------------------- | ---------------- |
| 1.  | 8 de abril de 2018   | Monterrey | Dura          | Naomi Broady        | Desirae Krawczyk Giuliana Olmos           | 3-6, 6-4, [10-8] |
| 2.  | 3 de mayo de 2019    | Rabat     | Tierra batida | María José Martínez | Georgina García Pérez Oksana Kalashnikova | 7-5, 6-1         |
| 3.  | 24 de abril de 2022  | Estambul  | Tierra batida | Marie Bouzková      | Kamila Rakhimova Natela Dzalamidze        | 6-3, 6-4         |
| 4.  | 8 de octubre de 2023 | Pekín     | Dura          | Marie Bouzková      | Hao-Ching Chan Giuliana Olmos             | 3-6, 6-0, 10-4   |
| 5.  | 5 de mayo de 2024    | Madrid    | Tierra batida | Cristina Bucșa      | Barbora Krejčíková Laura Siegemund        | 6-0, 6-2         |
| 6.  | 6 de abril de 2025   | Bogotá    | Tierra batida | Cristina Bucșa      | Irina Bara Laura Pigossi                  | 5-7, 6-2, [10-5] |

#### Finalista (1)
| N.º | Fecha               | Torneo   | Superficie | Pareja              | Oponentes en la final            | Resultado |
| --- | ------------------- | -------- | ---------- | ------------------- | -------------------------------- | --------- |
| 1.  | 23 de junio de 2019 | Mallorca | Hierba     | María José Martínez | Kirsten Flipkens Johanna Larsson | 2-6, 4-6  |

## WTA 125K Series (1; 0+1)

### Individual (0)

#### Finalista (1)
| Núm. | Fecha              | Torneo       | Superficie    | Adversarias     | Puntuación |
| ---- | ------------------ | ------------ | ------------- | --------------- | ---------- |
| 1.   | 9 de junio de 2019 | Bol, Croacia | Tierra batida | Tamara Zidanšek | 5-7, 5-7   |

### Dobles (1)
| Núm. | Fecha                   | Torneo           | Superficie | Pareja                | Adversarias                                 | Puntuación  |
| ---- | ----------------------- | ---------------- | ---------- | --------------------- | ------------------------------------------- | ----------- |
| 1.   | 22 de diciembre de 2019 | Limoges, Francia | Dura (i)   | Georgina García Pérez | Yekaterina Aleksándrova Oksana Kaláshnikova | 6-2, 7-6(3) |

## Títulos ITF

### Individual (10)
| Torneos de $100 000 |
| Torneos de $80 000  |
| Torneos de $60 000  |
| Torneos de $25 000  |
| Torneos de $15 000  |
| Torneos de $10 000  |

| N.º | Fecha                    | Torneo                   | Superficie | Oponentes                 | Resultado     |
| --- | ------------------------ | ------------------------ | ---------- | ------------------------- | ------------- |
| 1.  | 19 de marzo de 2012      | Madrid, España           | Arcilla    | Isabel Rapisarda Calvo    | 6-2, 7-6(8)   |
| 2.  | 13 de agosto de 2012     | Locri, Italia            | Arcilla    | Anastasia Grymalska       | 6-3, 7-5      |
| 3.  | 20 de agosto de 2012     | Todi, Italia             | Arcilla    | Rocío de la Torre Sánchez | 4-6, 6-1, 6-3 |
| 4.  | 19 de noviembre de 2012  | La Vall d'Uixó, Spain    | Arcilla    | Olga Sáez Larra           | 6-1, 6-1      |
| 5.  | 11 de agosto de 2014     | Westende, Bélgica        | Dura       | Ysaline Bonaventure       | 6-2, 6-0      |
| 6.  | 22 de febrero de 2016    | São Paulo, Brasil        | Arcilla    | Andreea Mitu              | 7-5, 6-1      |
| 7.  | 11 de junio de 2016      | Essen, Alemania          | Arcilla    | Karolína Muchová          | 7-6(5), 6-4   |
| 8.  | 21 de octubre de 2018    | Pula, Italia             | Arcilla    | Amina Anshba              | 6-4 6-3       |
| 9.  | 4 de agosto de 2019      | Bad Gastein, Alemania    | Arcilla    | Katharina Gerlach         | 7-6(4) 6-1    |
| 10. | 14 de septiembre de 2020 | Cagnes-sur-Mere, Francia | Arcilla    | Irina Bara                | 6-3 6-4       |

### Dobles (5)
| Torneos de $100 000 |
| Torneos de $75 000  |
| Torneos de $50 000  |
| Torneos de $25 000  |
| Torneos de $15 000  |
| Torneos de $10 000  |

| N.º | Fecha                | Torneos               | Superficie | Pareja                | Oponentes                         | Resultado         |
| --- | -------------------- | --------------------- | ---------- | --------------------- | --------------------------------- | ----------------- |
| 1.  | 13 de agosto de 2012 | Locri, Italia         | Arcilla    | Despina Papamichail   | Kana Daniel Nastassia Rubel       | 6-1, 6-0          |
| 2.  | 20 de agosto de 2012 | Todi, Italia          | Arcilla    | Nastassia Rubel       | Alessia Camplone Sara Sussarello  | 6-1, 6-0          |
| 3.  | 16 de junio de 2014  | Montpellier, Francia  | Arcilla    | Inés Ferrer Suárez    | Hsu Chieh-yu Elitsa Kostova       | 2-6, 6-3, [12-10] |
| 4.  | 23 de junio de 2014  | Périgueux, Francia    | Arcilla    | Andrea Gámiz          | Gabriela Cé Florencia Molinero    | 5-7, 6-4, [10-8]  |
| 5.  | 4 de agosto de 2019  | Bad Gastein, Alemania | Arcilla    | Georgina García Pérez | Ksenia Laskutova Marina Melnikova | 6-3 6-1           |

## Clasificación histórica
- Actualizado enero 2024.

| Torneo                  | 2015         | 2016         | 2017         | 2018         | 2019         | 2020         | 2021         | 2022         | 2023         | 2024       | Títulos    | G-P        | %   |
| ----------------------- | ------------ | ------------ | ------------ | ------------ | ------------ | ------------ | ------------ | ------------ | ------------ | ---------- | ---------- | ---------- | --- |
| Torneos Grand Slam      |              |              |              |              |              |              |              |              |              |            |            |            |     |
| Australian Open         | A            | Q2           | 1R           | A            | 1R           | 2R           | 1R           | 2R           | A            | 1R         | 0 / 6      | 2-6        | 25% |
| Roland Garros           | Q1           | 1R           | 1R           | Q2           | 2R           | 1R           | 1R           | A            | 4R           | -          | 0 / 6      | 3-6        | 33% |
| Wimbledon               | Q2           | Q1           | 1R           | 2R           | 1R           | ND           | 2R           | 2R           | 2R           | -          | 0 / 6      | 4-6        | 40% |
| US Open                 | A            | Q3           | 1R           | 1R           | 1R           | 2R           | 3R           | 1R           | 2R           | -          | 0 / 7      | 4-7        | 36% |
| Ganados-Perdidos        | 0-0          | 0-1          | 0-4          | 1-2          | 1-4          | 2-3          | 3-4          | 2-2          | 4-3          | 0-1        | 0 / 25     | 13-25      | 34% |
| Representación Nacional |              |              |              |              |              |              |              |              |              |            |            |            |     |
| Juegos Olímpicos        | NC           | A            | No celebrado | No celebrado | No celebrado | No celebrado | 3R           | No celebrado | No celebrado | 0 / 1      | 2-1        | 66%        |     |
| Copa Billie Jean King   | WG2          | A            | CF           | A            | PO           | QR           | QR           | A            |              | 0 / 4      | 5-3        | 60%        |     |
| Ganados-Perdidos        | 1-0          | 0-0          | 1-2          | 0-0          | 0-1          | 4-2          | 4-2          | 0-0          |              | 0 / 5      | 2-3        | 40%        |     |
| Torneos finales de año  |              |              |              |              |              |              |              |              |              |            |            |            |     |
| / WTA Finals            | No clasificó | No clasificó | No clasificó | No clasificó | No clasificó | ND           | No clasificó | No clasificó | No clasificó | 0 / 0      | 0-0        |            |     |
| WTA Elite Trophy        | No clasificó | No clasificó | No clasificó | No clasificó | No clasificó | ND           | ND           | ND           |              | 0 / 0      | 0-0        |            |     |
| Torneos WTA 1000        |              |              |              |              |              |              |              |              |              |            |            |            |     |
| Doha / Dubái            | A            | A            | A            | Q2           | A            | A            | A            | A            | A            | 0 / 0      | 0-0        |            |     |
| Indian Wells            | A            | A            | 2R           | 1R           | Q2           | ND           | 2R           | 3R           | A            | 0 / 4      | 2-4        | 33%        |     |
| Miami                   | A            | A            | Q2           | Q1           | 2R           | ND           | CF           | 1R           | A            | 0 / 3      | 5-3        | 63%        |     |
| Madrid                  | Q1           | 1R           | 1R           | 2R           | 2R           | ND           | 1R           | CF           | Q1           | 0 / 6      | 5-6        | 45%        |     |
| Roma                    | A            | A            | Q2           | A            | Q1           | A            | 2R           | W.O.         | A            | 0 / 1      | 1-1        | 50%        |     |
| Canadá                  | A            | A            | A            | A            | A            | A            | CF           | 2R           | A            | 0 / 1      | 3-1        | 75%        |     |
| Cincinnati              | A            | A            | Q1           | A            | A            | A            | A            | 1R           | Q1           | 0 / 0      | 0-0        |            |     |
| Wuhan                   | Q2           | A            | A            | 1R           | A            | ND           | ND           | ND           | ND           | 0 / 1      | 0-1        | 0%         |     |
| Pekín                   | A            | A            | Q2           | Q2           | A            | ND           | ND           | ND           | ND           | 0 / 0      | 0-0        |            |     |
| Guadalajara             | ND           | ND           | ND           | ND           | ND           | ND           | ND           | A            |              | 0 / 0      | 0-0        |            |     |
| Estadísticas            |              |              |              |              |              |              |              |              |              |            |            |            |     |
| Torneos jugados         | 3            | 9            | 17           | 13           | 18           | 12           | 21           | 8            |              | 101        | 101        | 101        |     |
| Finales alcanzadas      | 0            | 0            | 0            | 0            | 0            | 0            | 1            | 0            |              | 1          | 1          | 1          |     |
| Torneos ganados         | 0            | 0            | 0            | 0            | 0            | 0            | 1            | 0            |              | 1          | 1          | 1          |     |
| Ganados-perdidos        | 2-3          | 6-9          | 15-19        | 7-13         | 12-19        | 8-12         | 31-20        | 14-8         |              | 1 / 101    | 95-103     | 95-103     |     |
| Victorias (%)           | 40%          | 40%          | 44%          | 35%          | 38%          | 40%          | 75%          |              |              | 48%        | 48%        | 48%        |     |
| Ranking WTA             | 164          | 107          | 99           | 87           | 82           | 66           | 36           |              |              | $2,681,776 | $2,681,776 | $2,681,776 |     |

Notas
1. ↑   El primer evento Premier 5 del año se ha ido turnando entre Dubái y Doha desde 2009. Dubái estuvo clasificado como Premier 5 de 2009 a 2011 y luego lo estuvo Doha de 2012 a 2014. Desde 2015 ambos torneos empezaron alternar dicha categoría anualmente, intercambiando entre Premier 5 y Premier, empezando por Dubái ese año.

## Copa Federación

### Individual (5; 2-3)
| Edición                               | Fase    | Fecha                | Localidad               | Contra    | Superficie        | Oponente            | G/P | Marcador         |
| ------------------------------------- | ------- | -------------------- | ----------------------- | --------- | ----------------- | ------------------- | --- | ---------------- |
| Fed Cup 2015 World Group II Play-offs | WG2 P/O | 18 de abril de 2015  | Buenos Aires, Argentina | Argentina | Tierra batida     | Paula Ormaechea     | G   | 4-6, 7-6(2), 6-1 |
| Fed Cup 2017 World Group Play-offs    | P/O     | 22 de abril de 2017  | Roanne, Francia         | Francia   | Tierra batida (i) | Pauline Parmentier  | P   | 4-6, 2-6         |
| Fed Cup 2017 World Group Play-offs    | P/O     | 23 de abril de 2017  | Roanne, Francia         | Francia   | Tierra batida (i) | Kristina Mladenovic | P   | 1-6, 1-6         |
| Fed Cup 2019 World Group II           | WG2     | 9 de febrero de 2019 | Kitakyushu, Japón       | Japón     | Dura (i)          | Nao Hibino          | P   | 4-6, 2-6         |
| Fed Cup 2020 Qualifying Round         | Q/R     | 7 de febrero de 2020 | Cartagena, España       | Japón     | Tierra batida     | Naomi Osaka         | G   | 6-0, 6-3         |

### Dobles (3; 3-0)
| Edición                     | Fase    | Fecha                  | Localidad                | Contra          | Superficie    | Compañera           | Oponentes                          | G/P | Marcador         |
| --------------------------- | ------- | ---------------------- | ------------------------ | --------------- | ------------- | ------------------- | ---------------------------------- | --- | ---------------- |
| Fed Cup 2016 Grupo Mundial  | P/O     | 17 de abril de 2016    | Lérida, España           | Italia          | Tierra batida | Anabel Medina       | Karin Knapp Francesca Schiavone    | G   | 1-1, ret.        |
| Fed Cup 2017 Grupo Mundial  | CF      | 12 de febrero de 2017  | Ostrava, República Checa | República Checa | Dura (i)      | María José Martínez | Lucie Šafářová Kateřina Siniaková  | G   | 6-3, 4-6, [10-7] |
| Copa BJK 2021 Grupo Mundial | Finales | 1 de noviembre de 2021 | Praga, República Checa   | Eslovaquia      | Dura (i)      | Carla Suárez        | Viktória Kužmová Tereza Mihalíková | G   | 4-6, 6-2, [10-7] |

## Estadísticas ante otras jugadoras

### Victorias sobre Top 10 por temporada
| Temporada | 2020 | 2021 | Total |
| Victorias | 1    | 1    | 2     |

| #    | Jugadora       | Ranking | Evento                              | Superficie    | Ronda                | Resultado | RSS    |
| ---- | -------------- | ------- | ----------------------------------- | ------------- | -------------------- | --------- | ------ |
| 2020 |                |         |                                     |               |                      |           |        |
| 1.   | Naomi Osaka    | N.º 10  | Fed Cup, Cartagena, España          | Tierra batida | Ronda Clasificatoria | 6-0, 6-3  | N.º 78 |
| 2021 |                |         |                                     |               |                      |           |        |
| 2.   | Ashleigh Barty | N.º 1   | Juegos Olímpicos 2020, Tokio, Japón | Dura          | 1R                   | 6-4, 6-3  | N.º 46 |

## Finales Grand Slam Júnior (0; 0+0)

### Dobles (0)

#### Finalista (1)
| Resultado   | Año  | Torneo             | Superficie | Compañera      | Oponentes                             | Resultado |
| ----------- | ---- | ------------------ | ---------- | -------------- | ------------------------------------- | --------- |
| Subcampeona | 2013 | Abierto de EE. UU. | Dura       | Belinda Bencic | Barbora Krejčíková Kateřina Siniaková | 3-6, 4-6  |